# St George's, University of London
 (octobre 2020).
Le contenu est difficilement compréhensible vu les erreurs de traduction, qui sont peut-être dues à l'utilisation d'un logiciel de traduction automatique.
St George's, Université de Londres (légalement  'St George's Hospital Medical School' , informellement  'St George's'  ou  'SGUL' ), est une faculté de médecine située à Tooting au sud de Londres et est un collège constituant de l'Université de Londres.

## Historique
St George's a ses origines en 1733 et a été la deuxième institution en Angleterre à offrir des cours de formation formelle pour les médecins (après l'Université d'Oxford). St George's affilié à l'Université de Londres peu de temps après la création de cette dernière en 1836.

## Étudiants célèbres et chercheurs
Parmi les anciens étudiants de St George's, on peut compter:
- Joseph Adams (1756–1818), médecin et chirurgien.
- Benjamin Collins Brodie (1783–1862), Médecin
- Henry Vandyke Carter (1831–1897), anatomiste et chirurgien, Gray's Anatomy
- Edward Adrian Wilson (1872–1912), Médecin et explorateur des pôles.
- Patrick Steptoe (1913–1988), Médecin, pionnier du traitement contre l'infertilité
- Henry Bence Jones (1813–1873), a décrit la protéine de Bence Jones
- Edward Jenner (1749–1823), le premier à décrire la variole.